# V-ANIME collaboration -femme-
『V-ANIME collaboration -femme-』（ヴイアニメ・コラボレーション ファム）は、アニメソングとヴィジュアル系がコラボレーションしたコンピレーション・アルバム。2014年5月14日に徳間ジャパンコミュニケーションズからリリースされた。

## 概要
「V-ANIMEシリーズ」第4弾となるアニソン・カヴァ―・コンピレーション・アルバムで、第3弾『V-ANIME collaboration -homme-』の続編である。男性向けのアニメソングをテーマとした前作に対し、本作では女性向けのアニメソングをカヴァーしている。参加ヴィジュアル系アーティストは前作同様で、異なるバンドのメンバー同士がコラボユニットとして共演。スペシャルゲストとしてアニソンシンガーの米倉千尋、谷本貴義が参加した。

## 収録曲
| #         | タイトル                                                                                     | 作詞  | 作曲・編曲 | 時間 |
| --------- | -------------------------------------------------------------------------------------------- | ----- | ---------- | ---- |
| 1.        | 「JOINT（灼眼のシャナ）」(昴/Royz × 風弥/DaizyStripper)                                      |       |            | 3:49 |
| 2.        | 「オレンジ（とらドラ!）」(yo-ka/DIAURA × 涼平/メガマソ)                                      |       |            | 4:19 |
| 3.        | 「NIGHT OF SUMMER SIDE（きまぐれオレンジ☆ロード）」(桜井青/cali≠gari × 那オキ/THE BEETHOVEN) |       |            | 4:34 |
| 4.        | 「フェアリーテイル〜約束の日〜（FAIRY TAIL）」(米倉千尋［SPECIAL GUEST］× 咲人/NIGHTMARE)    |       |            | 4:35 |
| 5.        | 「ゆずれない願い（魔法騎士レイアース）」(夕霧/DaizyStripper × MiA/MEJIBRAY)                  |       |            | 3:57 |
| 6.        | 「ブルーウォーター（ふしぎの海のナディア）」(揺紗/THE KIDDIE × 風弥/DaizyStripper)           |       |            | 4:52 |
| 7.        | 「ムーンライト伝説（美少女戦士セーラームーン）」(Kaya × 涼平/メガマソ)                       |       |            | 3:14 |
| 8.        | 「薔薇は美しく散る（ベルサイユのばら）」(団長/NoGoD × MiA/MEJIBRAY)                          |       |            | 3:08 |
| 9.        | 「キューティーハニー（キューティーハニー）」(RYO:SUKE/WING WORKS × 涼平/メガマソ)            |       |            | 2:47 |
| 10.       | 「プラチナ（カードキャプターさくら）」(谷本貴義［SPECIAL GUEST］× 那オキ/THE BEETHOVEN)      |       |            | 4:12 |
| 11.       | 「残酷な天使のテーゼ（新世紀エヴァンゲリオン）」(HAKUEI/PENICILLIN × 風弥/DaizyStripper)     |       |            | 5:07 |
| 合計時間: | 合計時間:                                                                                    | 44:40 |            |      |